# Gärdet (biograf)

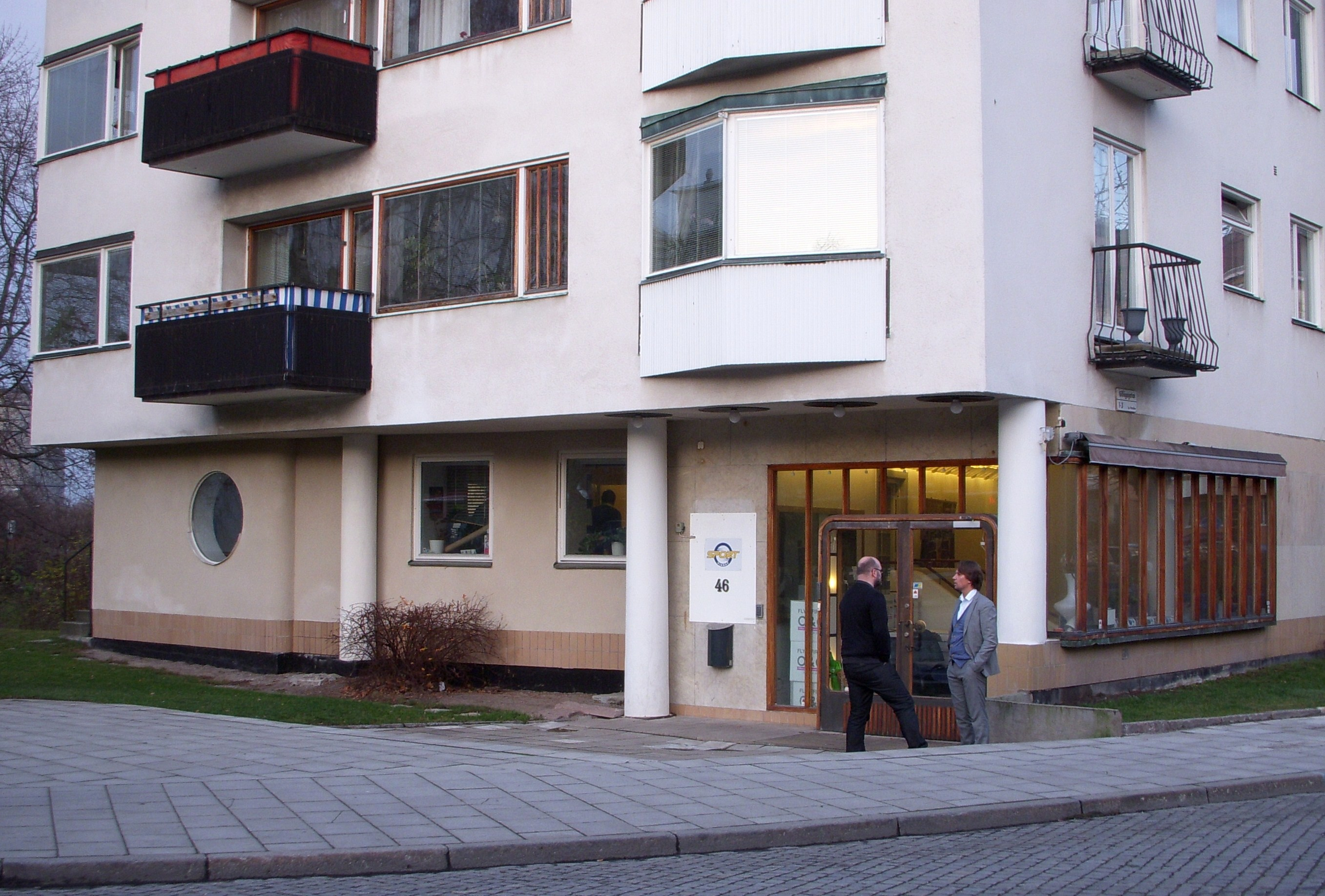
Före detta biografen "Gärdet" i november 2009, genom det runda fönstret till vänster i bild kunde man se in i maskinrummet.

Gärdet var en biograf på Erik Dahlbergsgatan 46 på Gärdet i Stockholm som var i drift från 1939 till 1960. Biografen ritades av arkitekt Sture Frölén som även utformade bostadshuset som inrymde biografen. Byggnaden är bevarad och den forna biograflokalen i bottenvåningen används som kontor och teve-studio.

## Byggnaden
Biografen var inrymd bostadsfastigheten Erik Dahlbergsgatan 46 på Gärdet och ansluter direkt till bebyggelsen längs Askrikegatan som också till stora delar ritades av Sture Frölén under andra halvan av 1930-talet.

## Biograflokalen
Biografen var inrymd i bottenvåningen på huset med foajén placerad innanför stora fönster mot gatan. Biografens namn lyste i stora neonbokstäver som var placerade direkt på fasaden. Salongens väggar var klädda med panel i naturbehandlad furu och rymde 350 platser. Taket var utformat i vågor av gips med indirekt belysning. Biografens maskinrum kunde inses av förbipasserande genom ett stort runt fönster i fasaden. "Gärdet" drevs av AB Stjärnbiograferna som ägdes till hälften av Europafilm. Biografen föll offer för biografdöden och visade sin sista film den 29 maj 1960.
Delar av interiören i foajén är bevarad, bland annat finns biljettkiosken kvar och fönstret pryds av en karta över stolarna i den forna salongen. Idag används lokalerna som kontor.

## Bilder

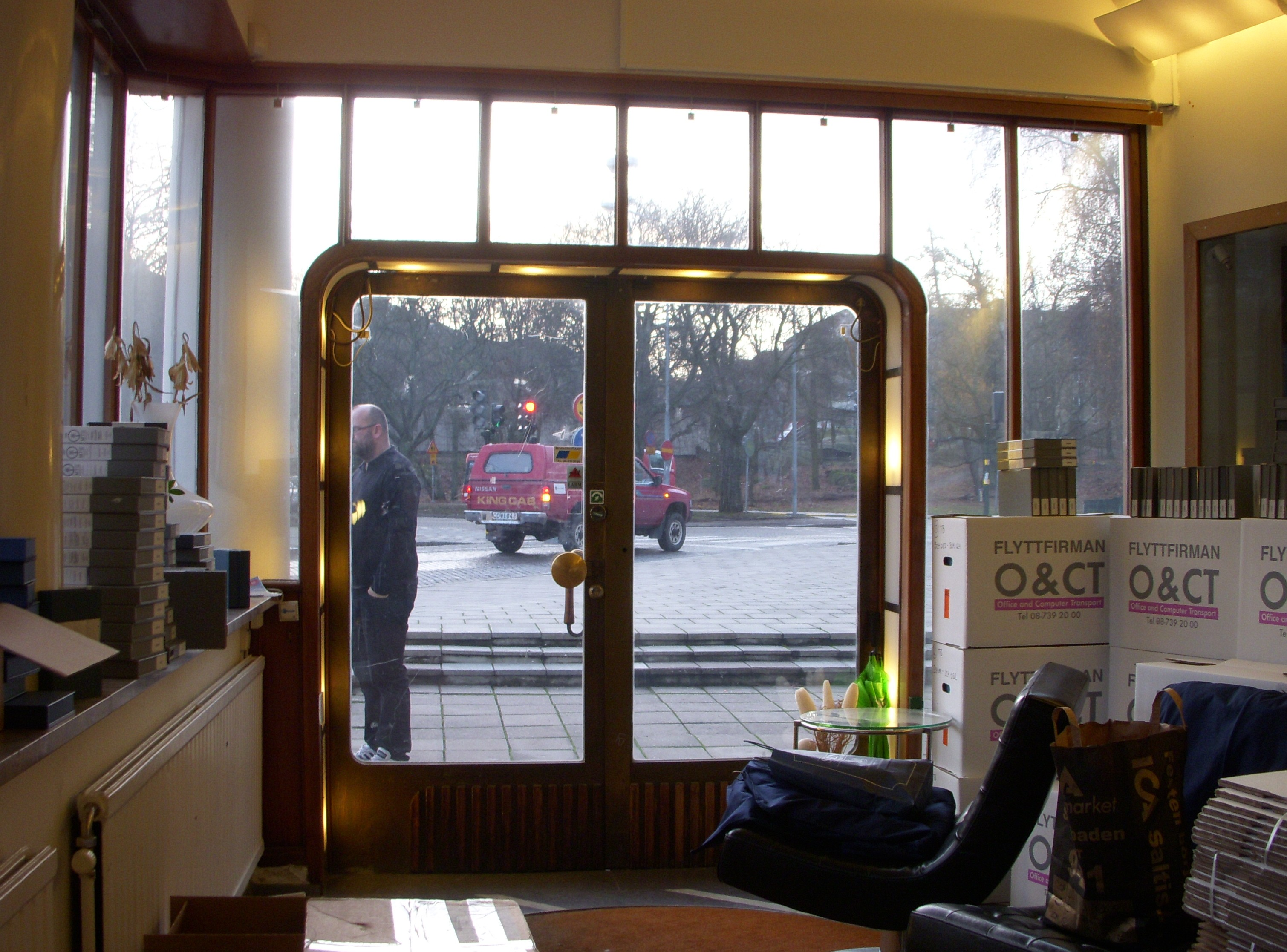
Biografens original-entrédörr finns kvar 2009
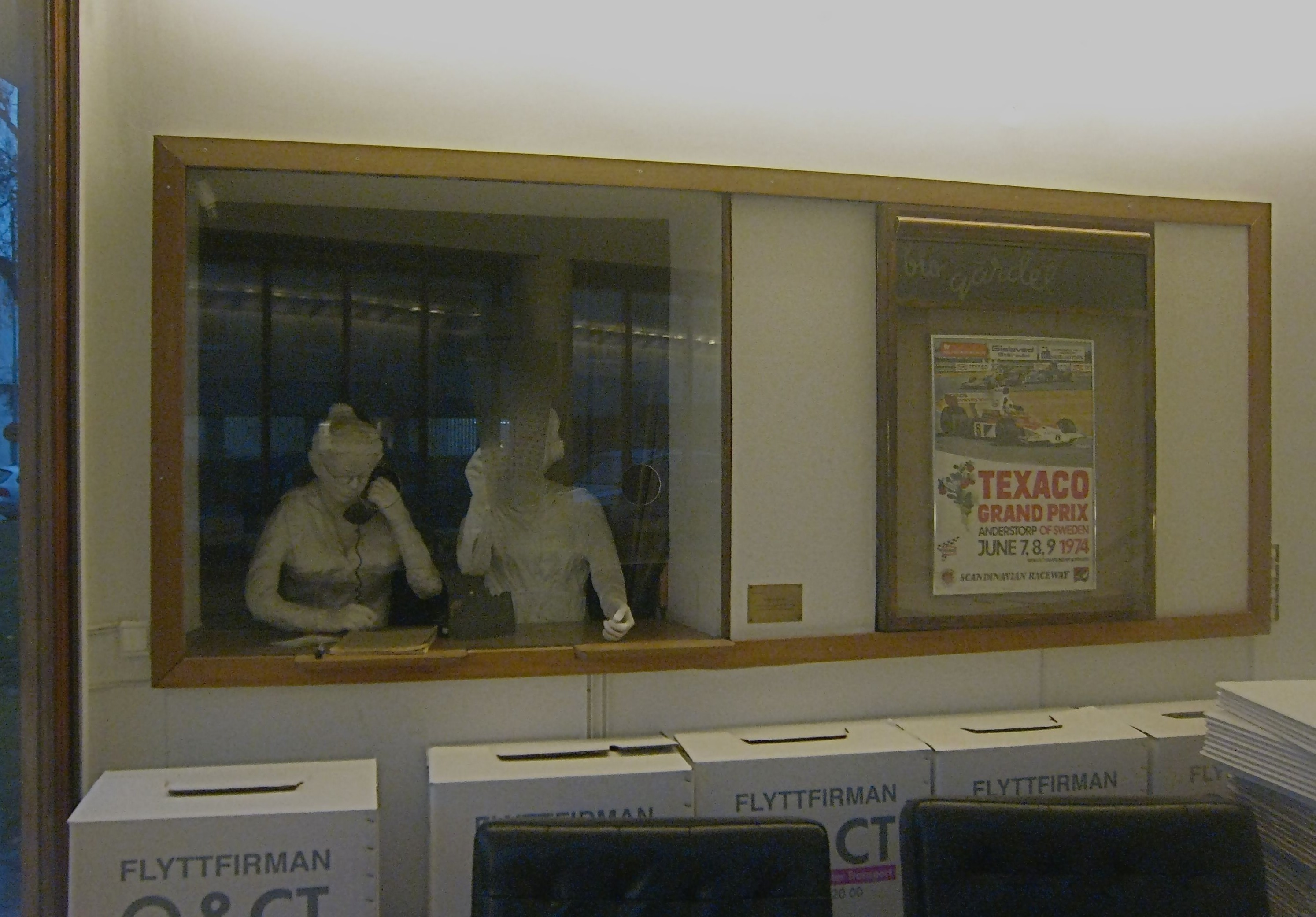
Den bevarade biljettluckan med en karta över stolarna i salongen
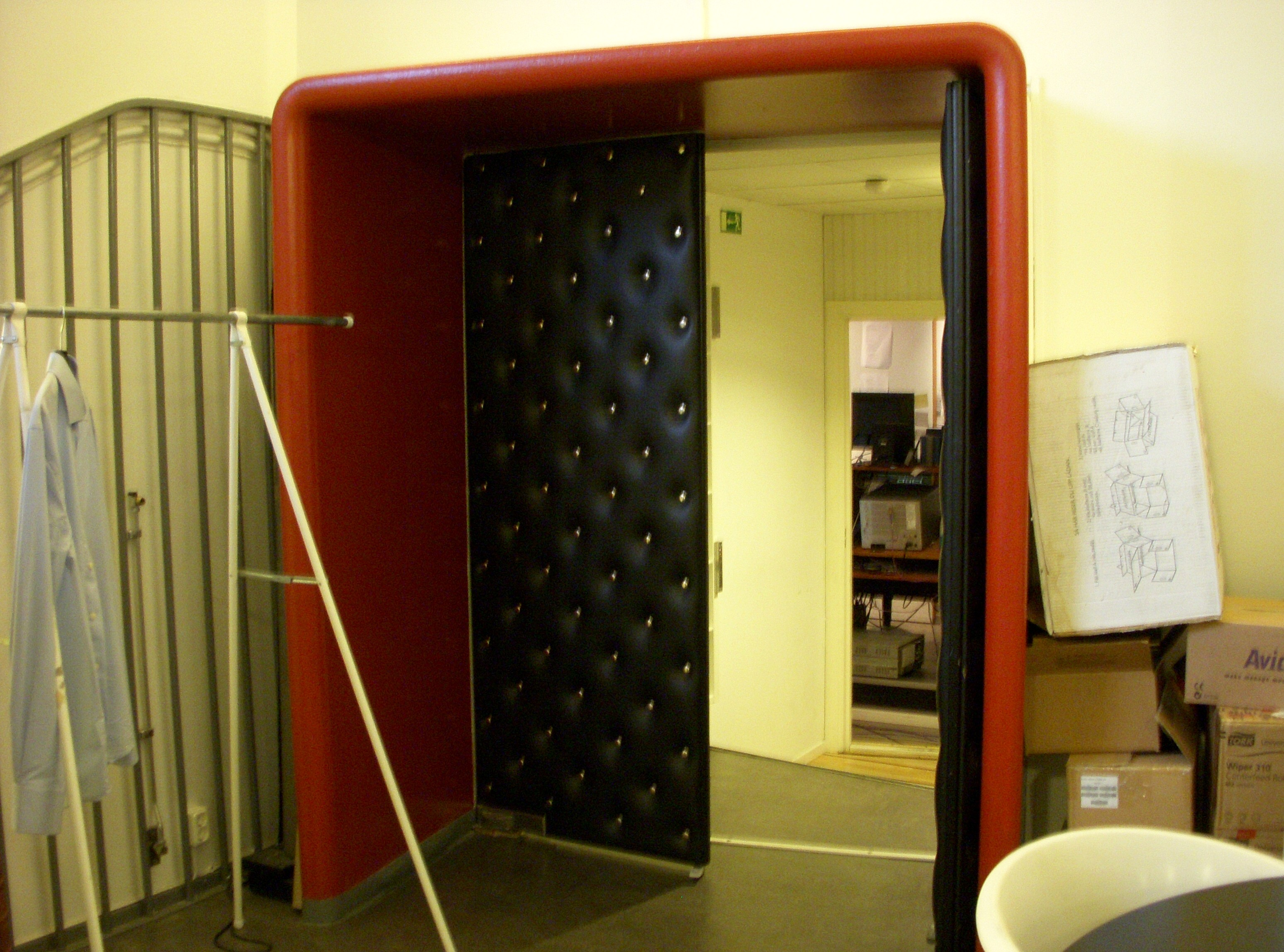
En ljudisolerad dörr till salongen finns kvar 2009
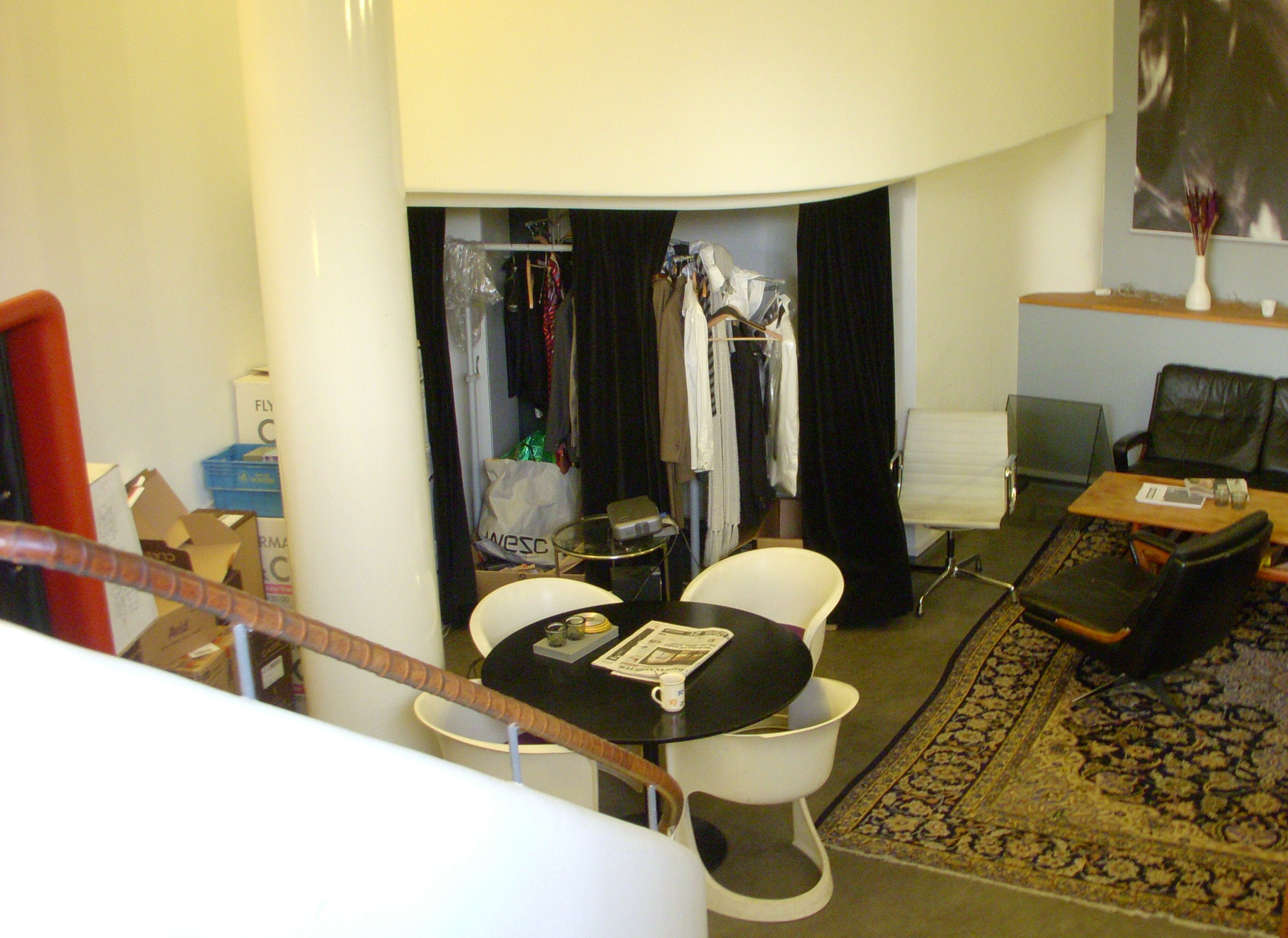
Den gamla "godis-kiosken" en trappa ner, som den ser ut 2009

## Övriga biografer på Gärdet
Biografen var inte den enda i området, bland annat fanns den stora funkisbiografen Paraden ritad av Björn Hedvall i korsningen Erik Dahlbergsgatan/Valhallavägen några kvarter bort.